# Валентинка моряка

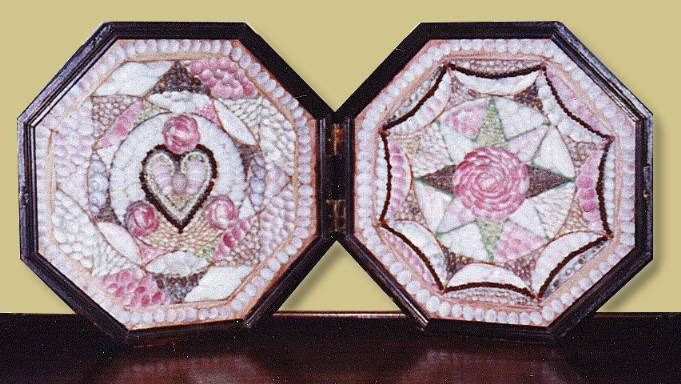
Валентинки моряка, 1870-і рр.

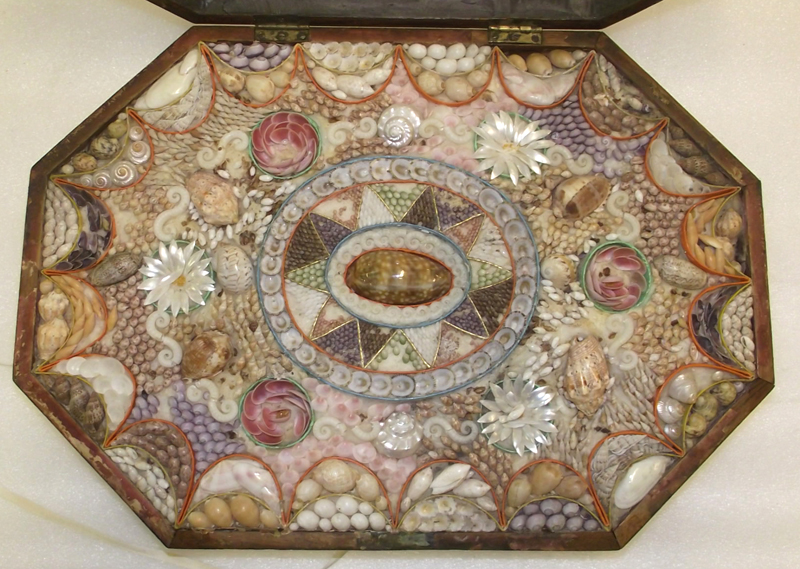
Валентинка моряка з колекції Музею моряків в Ньюпорт-Ньюс, США

Валентинка моряка (англ. Sailor's valentine) - сувенір, як правило, сентиментального характеру, виготовлений з великого числа дрібних черепашок. Назву отримали за аналогією з валентинками - маленькими листівками, які прийнято дарувати коханим людям в День святого Валентина. Точна дата виникнення традиції виготовлення «валентинок моряка» невідома, входити у вжиток вони почали в період з 1830 по 1890 роки, як подарунки моряків своїм коханим і близьким . Багато валентинок моряків були виготовлені на острові Барбадос, який тривалий час був важливим морським портом. За оцінками істориків, мешканки Барбадосу виготовляли валентинки моряків з використанням місцевих раковин, а в деяких випадках - з раковин, завезених з Індонезії, після чого продавали їх морякам .
Джон Фондас в свій книзі Валентинки моряків (англ. Sailors 'Valentines) відзначив, що головним центром торгівлі валентинками моряків була Нова сувенірна крамниця в Бриджтауні, де моряки купували сувеніри. Цей магазин належав англійцям, братам Бельгрейв  .
Валентинка моряка, як правило, являє собою восьмикутну дерев'яну коробку шириною від 8 до 15 дюймів, вкриту склом, під яким з різнокольорових морських раковин викладена картинка, як правило, симетрична по формі. Картинки часто мають у центрі зображення рози вітрів або сердечка, а в деяких випадках черепашками викладено любовне послання.
В даний час «валентинки моряків» є предметом колекціонування і продаються в сувенірних магазинах . Багато зразків «валентинок моряків» можна знайти в музеї Нантакета, штат Массачусетс, США.

## Див. Також
- Валентинка